# Deivy Balanta
Deivy Alexander Balanta Abonía (Colombia, 2 settembre 1993) è un calciatore colombiano, difensore dell'Honduras Progreso.

## Carriera

### Club

#### Alianza Petrolera
Cresciuto nelle giovanili dell'Atlético Nacional nel 2010 viene ceduto in prestito agli argentini dell'All Boys dove però non riesce a giocare nemmeno una partita.
Appena rientrato viene nuovamente ceduto in prestito all'Alianza Petrolera militante nel secondo livello del campionato colombiano di calcio. Il 26 agosto 2012 arriva l'esordio in occasione del match contro l'América de Cali, partita che finirà 1-1. A fine stagione, oltre ad aver totalizzato 13 presenze con la maglia giallonera, conquista il campionato permettendo così alla squadra di essere promossi nella Categoría Primera A.
Dopo le ottime prestazioni mostrate nel 2012, il club decide di riscattarlo e di tenerlo in rosa anche per la stagione 2013. L'esordio nel massimo campionato colombiano arriva il 17 febbraio 2013 in occasione della trasferta persa, per 4-0, contro l'Atlético Nacional. A fine stagione totalizza 19 presenze.
L'11 luglio 2015 mette a segno la sua prima rete da professionista in occasione della vittoria casalinga, per 2-0, contro l'Uniautónoma. Questa risulterà essere l'ultima stagione con la maglia dell'Alianza Petrolera dove in 4 anni disputa 85 partite mettendo a segno 1 rete.

#### Atlético Junior
A gennaio 2016 viene acquistato dalla Atlético Junior con il quale esordisce il 31 gennaio nella vittoria casalinga, per 1-0, contro l'Atlético Huila. Il 20 giugno 2016 lui e la sua squadra perdono la finale per l'assegnazione del campionato venendo sconfitti, per 2-0, dai rivali del Medellín. Il 24 agosto 2016 disputa la sua prima partita in campo internazionale in occasione del match di Coppa Sudamericana vinto, per 0-2, contro i boliviani del Blooming.

### Nazionale

#### Giovanile
Esordisce con la maglia dei Cafeteros nel Campionato sudamericano di calcio Under-20 2013 in Argentina. Il 9 gennaio scende in campo, per la prima volta, nella vittoria per 1-0 contro il Paraguay. il 17 gennaio supera, insieme ai suoi compagni, il Girone A qualificandosi, per il Girone Finale, al secondo posto dietro al Cile. Il 30 gennaio viene espulso nella sconfitta per 1-0 contro il Cile. Il 3 febbraio conclude la competizione vincendola insieme ai suoi compagni e riuscendo così a qualificarsi per primi al Campionato mondiale di calcio Under-20 2013 in Turchia e viene inserito nell'undici ideale della manifestazione. Durante gli ottavi di finale contro la Cored del Sud la partita si concluderà sul 1-1 e la vincitrice verrà decisa ai rigori, dove la Corea del Sud vince per 8-7, Deivy Balanta sbaglia l'ultimo rigore condannando la sua squadra all'eliminazione del mondiale.
Il 14 luglio 2016 viene inserito nella lista dei 18 giocatori che parteciperanno ai Giochi della XXXI Olimpiade in Brasile.

## Statistiche

### Presenze e reti nei club
Statistiche aggiornate al 14 ottobre 2018.
| Stagione                 | Squadra                  | Campionato               | Campionato | Campionato | Coppe nazionali | Coppe nazionali | Coppe nazionali | Coppe continentali | Coppe continentali | Coppe continentali | Altre coppe | Altre coppe | Altre coppe | Totale | Totale |
| Stagione                 | Squadra                  | Comp                     | Pres       | Reti       | Comp            | Pres            | Reti            | Comp               | Pres               | Reti               | Comp        | Pres        | Reti        | Pres   | Reti   |
| ------------------------ | ------------------------ | ------------------------ | ---------- | ---------- | --------------- | --------------- | --------------- | ------------------ | ------------------ | ------------------ | ----------- | ----------- | ----------- | ------ | ------ |
| 2011-2012                | All Boys                 | PD                       | 0          | 0          | CA              | 0               | 0               | -                  | -                  | -                  | -           | -           | -           | 0      | 0      |
| 2012                     | Alianza Petrolera        | B                        | 13         | 0          | CC              | 0               | 0               | -                  | -                  | -                  | -           | -           | -           | 13     | 0      |
| 2013                     | Alianza Petrolera        | A                        | 12         | 0          | CC              | 7               | 0               | -                  | -                  | -                  | -           | -           | -           | 19     | 0      |
| 2014                     | Alianza Petrolera        | A                        | 27         | 0          | CC              | 2               | 0               | -                  | -                  | -                  | -           | -           | -           | 29     | 0      |
| 2015                     | Alianza Petrolera        | A                        | 20         | 1          | CC              | 4               | 0               | -                  | -                  | -                  | -           | -           | -           | 24     | 1      |
| Totale Alianza Petrolera | Totale Alianza Petrolera | Totale Alianza Petrolera | 72         | 1          |                 | 13              | 0               |                    | -                  | -                  |             | -           | -           | 85     | 1      |
| 2016                     | Atlético Junior          | A                        | 19         | 0          | CC              | 4               | 0               | CS                 | 6                  | 0                  | -           | -           | -           | 29     | 0      |
| 2017                     | Atlético Junior          | A                        | 13         | 0          | CC              | 6               | 0               | CL+CS              | 4+1                | 0                  | -           | -           | -           | 24     | 0      |
| 2018                     | Atlético Junior          | A                        | 13         | 0          | CC              | 1               | 0               | CS                 | 2                  | 0                  | -           | -           | -           | 16     | 0      |
| gen.-lug. 2019           | Atlético Junior          | A                        | 5          | 0          | CC              | 0               | 0               | CL                 | 0                  | 0                  | -           | -           | -           | 5      | 0      |
| Totale Atlético Junior   | Totale Atlético Junior   | Totale Atlético Junior   | 50         | 0          |                 | 13              | 0               |                    | 11                 | 0                  |             | -           | -           | 74     | 0      |
| lug.-dic. 2019           | Millonarios              | A                        | 10         | 0          | CC              | 1               | 0               | -                  | -                  | -                  | -           | -           | -           | 11     | 0      |
| 2020                     | Millonarios              | A                        | 0          | 0          | CC              | 0               | 0               | CS                 | 0                  | 0                  | -           | -           | -           | 0      | 0      |
| Totale Millonarios       | Totale Millonarios       | Totale Millonarios       | 10         | 0          |                 | 1               | 0               |                    | -                  | -                  |             | -           | -           | 11     | 0      |
| 2021                     | Once Caldas              | A                        | 15         | 0          | CC              | 0               | 0               | -                  | -                  | -                  | -           | -           | -           | 15     | 0      |
| 2022                     | Once Caldas              | A                        | 0          | 0          | CC              | 0               | 0               | -                  | -                  | -                  | -           | -           | -           | 0      | 0      |
| Totale Once Caldas       | Totale Once Caldas       | Totale Once Caldas       | 15         | 0          |                 | -               | -               |                    | -                  | -                  |             | -           | -           | 15     | 0      |
| Totale carriera          | Totale carriera          | Totale carriera          | 147        | 1          |                 | 27              | 0               |                    | 11                 | 0                  |             | -           | -           | 185    | 1      |

## Palmarès

### Club

#### Competizioni nazionali
- Categoría Primera B: 1

Alianza Petrolera: 2012
- Campionato colombiano: 2

Atlético Junior: 2018-II, 2019-I
- Copa Colombia: 1

Atlético Junior: 2017
- Súper Liga: 1

Atlético Junior: 2019

### Nazionale

#### Competizioni giovanili
- Campionato sudamericano Under-20: 1

Argentina 2013